# Нови Бешинци
Нови Бешинци су насељено место у општини Каптол, у западној Славонији, Република Хрватска.

## Историја
До нове територијалне организације налазило се у саставу бивше велике општине Славонска Пожега.

## Становништво
Насеље је према попису становништва из 2011. године имало 83 становника.
| Националност       | 1991.       |
| Хрвати             | 75 (93,75%) |
| Срби               | 0           |
| Југословени        | 0           |
| остали и непознато | 5 (6,25%)   |
| Укупно             | 80          |